# ハテナの塔 -The Tower of Children-
『ハテナの塔 -The Tower of Children-』（はてなのとう ザ・タワー・オブ・チルドレン、 英：Arcana of Paradise —The Tower—）は、株式会社タストαが開発し集英社ゲームズより発売されたゲームソフト。ジャンルはサバイバルローグライクアドベンチャーゲーム。キャラクターデザインは漫画家の眞藤雅興が担当。
当初は2023年1月19日発売予定とされていたが、「当初の予定より制作進捗が遅れをとっている」ことを理由に延期となり、2023年4月20日に発売となった。

## あらすじ
世界の果てのそのまた果てに存在する、『ハテナの塔』。
その頂上の集落で暮らす子らは地上にあると噂される楽園を目指して、塔を降りて試練に挑む。

## ゲームシステム
プレイヤーは塔に挑む2人組の子らと手札とを選択し、塔の内部に住む魔物や住民からの攻撃や問いかけに対応していく。
また、子らの食料（パン）が尽きてしまうとバッドエンドとなるため、塔を探索する際はただ地上へ下りる道を探すだけではなく、集落にいる子らの数に見合う十分な量の食料を確保する必要がある。
カードバトル要素に関しては『Slay the Spire』に近いが、塔内の魔物や住民とのバトルや会話はリアルタイム進行となる。プレイヤーが手札から「攻撃」「防御」「回復」等に対応するカードの中から、選択したものが行動として反映される。また、バトル中はゲージに合わせてタイミング良くカードを選択することで「ジャストガード」が発生し、敵からのダメージを減らすことができる。

## 開発
集英社が自社のインディーゲーム開発者支援プロジェクト「集英社ゲームクリエイターズCAMP」の立ち上げにあたりフラグシップタイトルがほしいと考えていた矢先に、ゲームデザイナー・タストαの取締役である池田トムが新作を作りたいと集英社に相談を持ち掛けてきたことから、本作のきっかけとなった。また、プロジェクト立ち上げ当時はCOVID-19が流行しだしており、本作の閉鎖的な世界観が現実の情勢に合うことと、集英社の漫画家とコラボレーションできるという利点がイラストを全面に押し出せる本作にふさわしかったことも有利となった。そして、トムが提出した資料で使われていたシンガーソングライターのセシル・コルベルによる『Garden District』が企画にふさわしかったことが決め手となった。